# ウプサラ氷河

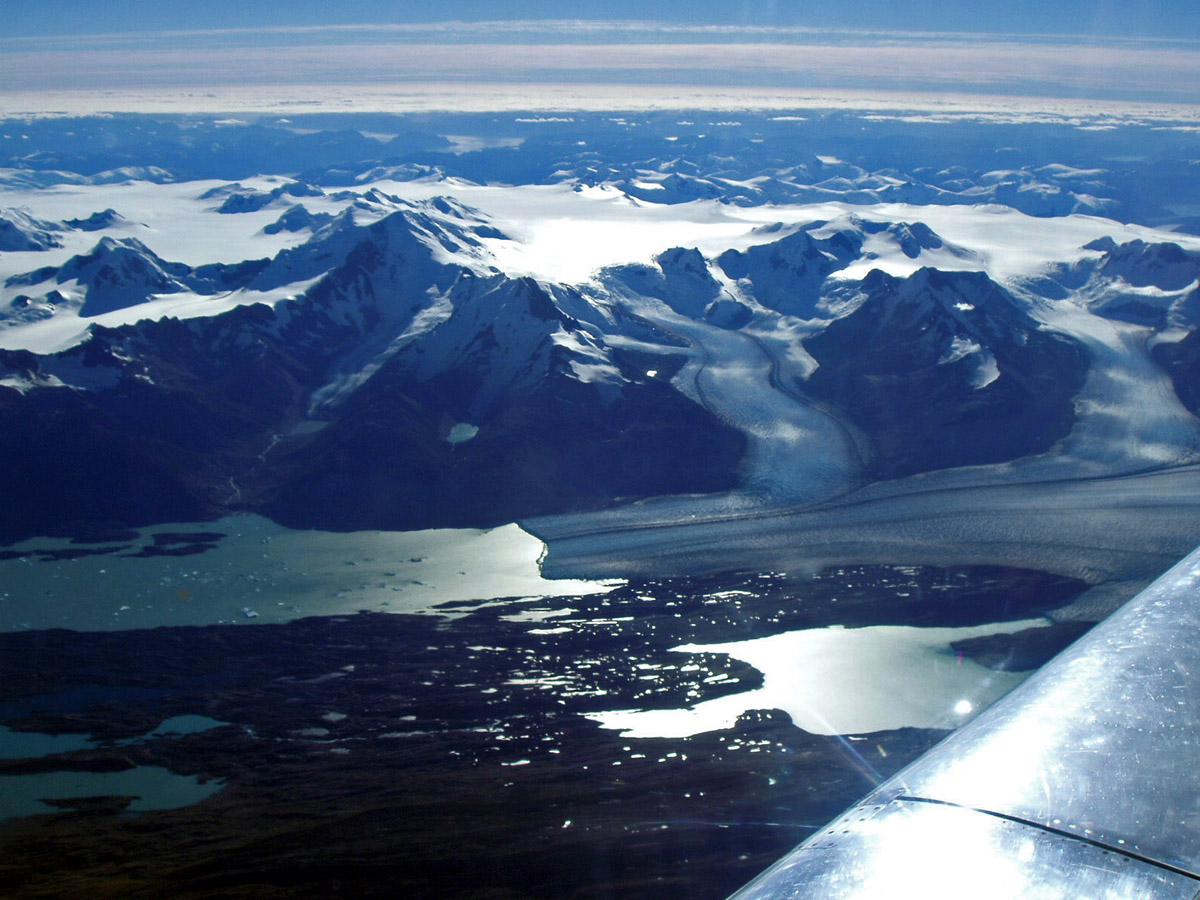

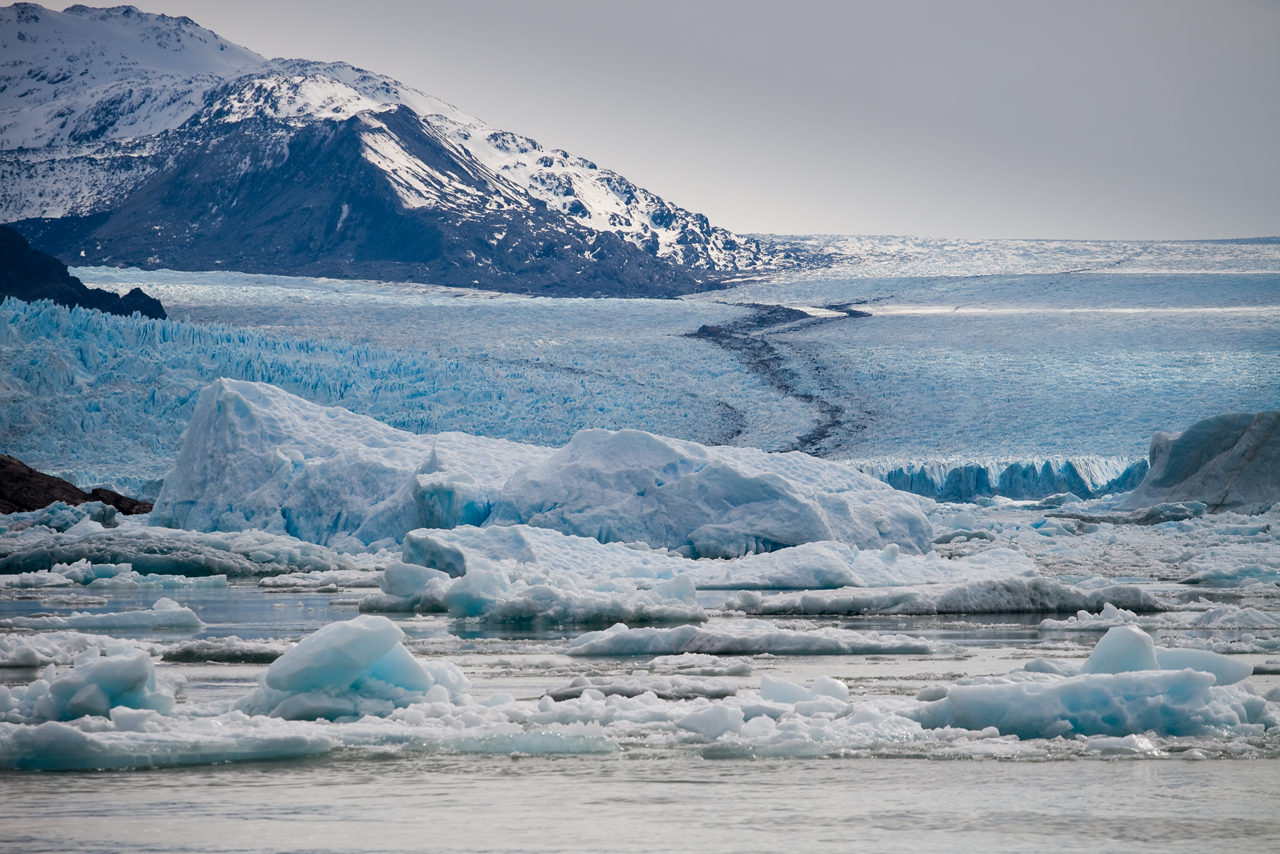

ウプサラ氷河（ウプサラひょうが、Glaciar Upsala）はアルゼンチンのロス・グラシアレス国立公園内にある最大の氷河。南パタゴニア氷原から流れ出し、終端はアルヘンティーノ湖に至る距離は60km。かつてこの距離は80kmもあったことから、ウプサラ氷河の急速な後退を意味しており、地球温暖化の証拠といわれている。
名前はこの地域の最初の氷河研究を支援したウプサラ大学から来ている。